# Ľudovít Štúr
Ľudovít Štúr o Ludevít Velislav Štúr (Uhrovec, 28 d'octubre de 1815 - Modra, 12 de gener de 1856) fou un polític, filòsof, historiador, lingüista, professor, escriptor, poeta, periodista, novel·lista, redactor i pedagog eslovac.
Ľudovít Štúr, figura incontestable de la història eslovaca, és el representant més gran de la vida nacional del país, líder de la renaixença nacional de la primera meitat del segle xix i codificador de la llengua escrita eslovaca fundada sobre els dialectes de l'Eslovàquia central (al voltant del 1843), que és la llengua estàndard eslovaca avui dia. També és una de les figures dirigents de l'Aixecament Eslovac durant els anys 1848-1849 i diputat de la Cambra Hongaresa de la vila de Zvolen durant els anys 1848-1849.
Estava representat en els bitllets eslovacs de 500 Sk, la vila de Parkan fou rebatejada el 1948 com Štúrovo en honor seu i el 1994 un astrònom eslovac descobrí un asteroide que anomenà 3393 Štúr també en honor seu. En l'àmbit polític, l'Estat eslovac creà l'Orde de Ľudovít Štúr per honrar-lo.

## Biografia

### Naixement i família
Ľudovít Štúr nasqué el 28 d'octubre de 1815 a Uhrovec (aleshores Zay-Uhrovec), que es troba a las part sud dels turons de Strážov. Fou el cinquè fill de l'institutor de l'escola evangèlica local, Samuel, i d'Anna Štúr, nascuda Michalcová. Fou batejat el 29 d'octubre del mateix any a l'església d'Uhrovec. Tingué tres germans i germanes, anomenats Karol (1811-1851), Samuel (1818-1861), Karolína (1826-1859) i Jan (1827-1907). El seu pare, Samuel Štúr, originari de Trenčín, era segons el testimoni de Jozef Miloslav Hurban, un home savi de caràcter greu i respectuós envers totes les persones de qui s'apropava. Fou durant els anys 1810-1812 l'estudiant de František Palacký, que esdevingué poc després un historiador i polític de gran importància entre els txecs.

### Estudis
Štúr fou al començament educat pel seu pare a Uhrovec, que li donà les bases de la seva educació. El 1827 anà a estudiar a l'institut de Raab (avui dia Győr, a Hongria), on el professor Leopold Petz, d'origen eslovac i gran admirador de l'art antic, remarcà la gran capacitat de treball i la intel·ligència del seu alumne. Petz orientà també els seus alumnes sobre els autors eslovacs, fet que feu suscitar en el jove Štúr un interès pel món eslau. Havent acabat els dos anys d'estudis a Raab, Štúr s'inscrigué a l'institut evangèlic de Bratislava (1829-1834) on el seu germà gran Karol ja havia estudiat abans.
Els seus estudis a Bratislava consistien en dos anys de ciències humanes i dos anys més, després dels quals obtingué una condició per tal de poder estudiar en una universitat. A partir del 1803 hi havia a l'institut un departament de llengua i literatura txecoslovaca, dirigit pel professor Juraj Palkovič. L'institut evangèlic de Bratislava era l'única escola superior evangèlica de l'Alta Hongria que tenia un departament d'aquesta mena. Els cursos s'impartien en txec bíblic, atès que a l'època aquella llengua era d'ençà tres segles la llengua dels educadors evangèlics eslovacs.
Els estudiants fundaren el 1829 l'associació Societat Educativa Txecoslovaca per a llur professor, qui era ja ancià, i al qual no havien autoritzat per ensenyar tots els seus coneixements. Les creacions d'associacions i de societats d'estudiants eslovaques eren corrents en els instituts evangèlics. Per exemple, la Societat Txecoslovaca de l'institut de Viena nasqué el 1823, i la de Kežmarok el 1824, després es fundà la societat de Bratislava, i més endavant en vingueren d'altres gràcies a la iniciativa dels membres de Bratislava a Levoča i a Prešov el 1932, així com el 1938 a Banská Štiavnica. També se'n crearen d'altres a continuació. Karol Štúr, Samo Chalupka, Daniel Lichard i Samuel Godra formaren part, entre d'altres, dels membres fundadors de la Societat Txecoslovaca de Bratislava. El seu primer president fou el professor Juraj Palkovič i els responsables executius i vice-presidents eren Samo Chalupka, Karol Štúr, Michal Miloslav Hodža, Tomáš Horš, Samuel Samoslav Vanko i Ľudovít Štúr. Els principals deures d'aquella societat eren l'ensenyament en llengua materna, la gramàtica, l'aprenentatge de l'escriptura en llengua literària i l'estudi de la història de les nacions eslaves.
Després d'arribar a Bratislava, Ľudovít Štúr esdevingué membre d'aquesta societat txecoslovaca. Segons els arxius de l'associació, destacava com un estudiant actiu i conscienciós. La seva obstinació donà els seus fruits durant tots els seus anys d'estudi a l'institut. La història era una de les seves assignatures preferides. Štúr llegí els autors antics i s'interessà també per l'estètica i la història de l'art. Aprecià també particularment les obres d'autors eslovacs com Ján Hollý, Ján Kollár, Pavel Jozef Šafárik i František Palacký.
La tardor del 1835, Štúr esdevingué president de la societat. En el marc d'un desenvolupament d'una consciència nacional més gran, els membres de la societat organitzaren diferents celebracions, visites i manifestacions. Una de les activitats més importants dels membres fou la sortida al castell de Devín, que tingué lloc el 24 d'abril del 1836 i que fou preparada en secret. Fou al castell de Devín que Ľudovít Štúr evocà en el seu discurs la història de la Gran Moràvia, i després d'haver recitat poemes i cants, els participants de l'excursió triaren que d'aleshores ençà es farien dir pel seu segon nom, que era d'origen eslovac, i que el farien servir en públic. Fou així com Jozef Hurban rebé el nom de Miloslav, August Škultéty el de Horislav i Štúr el de Velislav.
Durant l'any acadèmic 1836-1937 Štúr esdevingué professor suplent del seu antic professor Juraj Palkovič a l'institut, gràcies a la convenció de repartició dels districtes. Havia d'ensenyar en llatí, que en aquella època era la llengua de l'ensenyament. A més d'aquesta llengua clàssica, també dominava perfectament l'hongarès, l'alemany, el francès i el grec, i pel que fa a les llengües eslaves, tenia un gran coneixement del polonès, del serbocroat i del rus. Aprengué també l'hebreu i l'anglès. A l'institut s'encarregava dels cursos de gramàtica i d'història polonesa i txeca. En privat, tingué una llarga correspondència amb personalitats eminents del món eslau, com František Palacký, Josef Jungmann, Pavel Jozef Šafárik i Ján Kollár.
Durant aquell mateix any acadèmic cresqué i s'intensificà el descontentament dels estudiants i professors del món educatiu. Aquell descontentament tingué com a conseqüència la prohibició de les associacions i de les societats d'estudiants a l'Alta Hongria. Štúr, en tant que suplent del professor Palkovič, s'esforçà a fer portar els missatges de l'antiga societat durant aquell curs.
El 1838 s'inscrigué amb 24 anys a la Universitat de Halle, que era freqüentada per evangèlics, com la Universitat de Berlín i de Iena, on rebé principalment cursos de teologia, filosofia, història i lingüística. El 1840, després dels estudis, quan tornà a l'Alta Hongria, es trobà a Praga al castell de Hradec Králové tot de patriotes txecs. També visità de seguida Pavel Jozef Šafárik, que intentà posar-lo en contra de la situació política que es respirava al país aleshores.